# Fort Rotterdam
Le Fort Rotterdam est un fort à Makassar, une ville dans l'île indonésienne de Sulawesi. Il a été construit au XVIIe siècle par la VOC (Compagnie néerlandaise des Indes orientales) à l'emplacement d'un ancien fort du royaume de Gowa, Jum Pandan, d'où vient le nom d'" Ujung Pandang" sous lequel le régime de Soeharto avait rebaptisé la ville de Makassar.